# Charles Kenneth Leith
Charles Kenneth Leith (20 janvier 1875 - 13 septembre 1956) est un géologue américain. Il dirige le département de géologie de l'Université du Wisconsin pendant 30 ans. En 1942, il reçoit la médaille Penrose de la Société américaine de géologie la plus haute distinction décernée en géosciences.

## Biographie
Leith est né à Trempealeau (village), Wisconsin. Il est embauché par Charles R. Van Hise (en) comme sténographe en 1892 pour travailler sur ses publications, et est tellement investi dans le travail qu'il obtient un baccalauréat en géologie à l'Université du Wisconsin en 1897 et un doctorat en 1901. En 1903, lorsque Van Hise devient président de l'Université du Wisconsin, il embauche Leith comme chef du département de géologie à l'âge de 28 ans. Leith est président jusqu'en 1934 (31 ans) et reste avec le département jusqu'à sa retraite en 1945. Il donne également des conférences sur la géologie structurale et métamorphique à l'Université de Chicago à partir de 1905.
Au cours d'une expédition de 1909 dans la région de la baie d'Hudson, Leith et son frère Arthur craignent d'être perdus après avoir quitté Moose Factory,,. Cependant, Leith télégraphie plus tard son arrivée en toute sécurité à Cochrane, en Ontario. Les premières recherches de Leith se concentrent sur la géologie de la région du lac Supérieur, notamment les gisements de minerai de la chaîne Mesabi. Il est consultant pour la localisation et l'évaluation de gisements de minerai pour plusieurs sociétés minières et est conseiller en minéraux auprès du US Shipping Board et du War Industries Board pendant la Première Guerre mondiale,. Il organise des études sur l'approvisionnement mondial en minéraux dans les années 1920 et sert dans de nombreuses agences gouvernementales, notamment la Commission de l'énergie atomique, dans les années 1950.
Leith est président de la Geological Society of America en 1933.
Leith remporte la médaille d'or Penrose de la Society of Economic Geologists en 1935. En juin 1956, il reçoit un doctorat honorifique en droit de l'Université du Wisconsin.
Leith est décédé chez lui à Madison en 1956,.